# Xylophanes neoptolemus
Xylophanes neoptolemus is een vlinder uit de familie van de pijlstaarten (Sphingidae). De wetenschappelijke naam van de soort werd in 1780 gepubliceerd door Pieter Cramer.

## Beschrijving

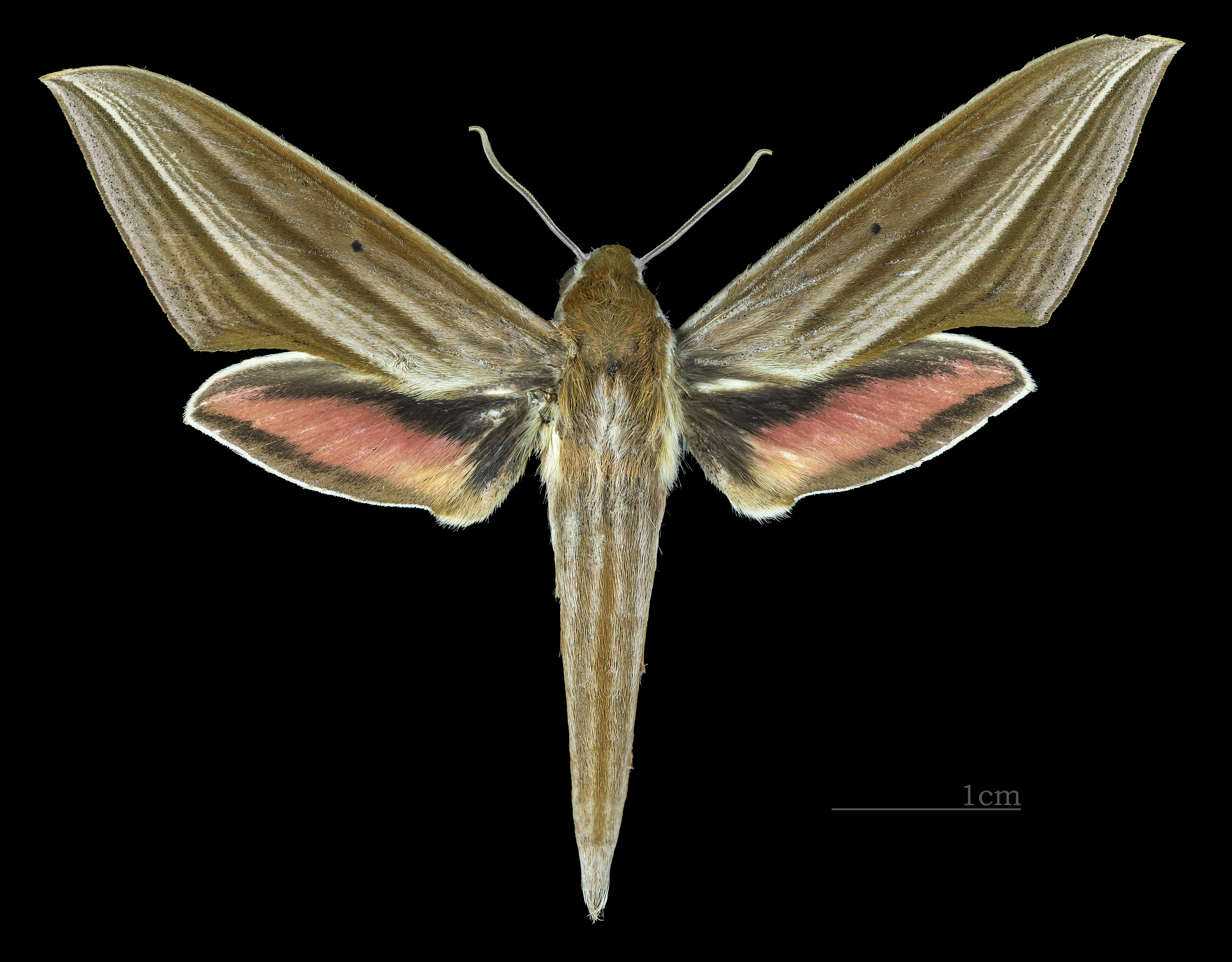
Xylophanes neoptolemus ♀
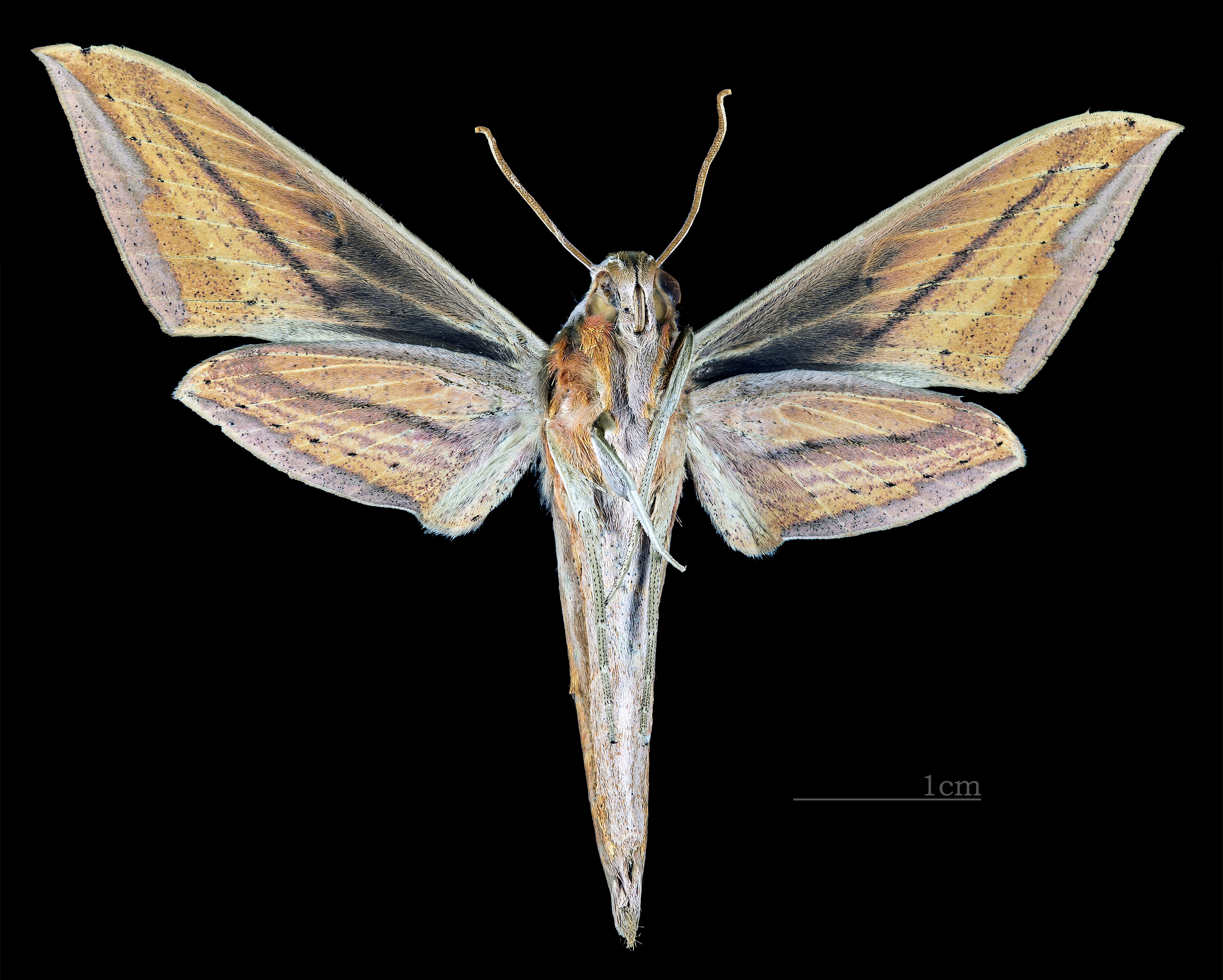
Xylophanes neoptolemus ♀ △